# Chris Christie
Christopher James "Chris" Christie (Newark, Nova Jersey, 6 de setembre de 1962) és un advocat i polític estatunidenc pertanyent al Partit Republicà. Va ser governador de l'estat de Nova Jersey, càrrec per al qual va ser elegit al novembre del 2009 i que va abandonar el 2018.
Després de la derrota de Mitt Romney a les  eleccions de novembre de 2012, el nom de Christie, entre altres governadors reeixits, s'esmenta amb insistència com a figura de recanvi en un Partit Republicà que desesperadament necessita una nova imatge, si bé se li qüestiona molt que hagi lloat la gestió de Barack Obama davant els estralls ocasionats per l'Huracà Sandy.